# Боровкова Олександра Степанівна
Олекса́ндра Степа́нівна Боровко́ва (* 30 січня 1943, с. Шилівці Хотинського району Чернівецької області  — † 7 квітня 2013) — заслужена артистка України, дикторка телебачення та ведуча телевізійного ефіру Буковини.

## Біографія
Олександра Боровкова народилася 30 січня 1943 року в селі Шилівці Хотинського району Чернівецької області.
Навчалася в Чернівецькому культосвітньому училищі, здобула фах режисера, потім — в театральній студії при Київському театрі музичної комедії.
2 роки працювала у Вінницькому музично-драматичному театрі імені Садовського — грала провідні ролі.
Закінчила філологічний факультет Чернівецького державного університету.
Понад 40 років працювала на Чернівецькому державному телебаченні — з 1962 року.
Провела сотні програм в студії і на пересувній телевізійній станції, вела новини краю, була ведучою телерадіомарафонів «Милосердя», вітальної програми «Даруємо пісню».

## Ролі Олександри Боровкової
- Яринка («Весілля в Малинівці» С. Юхвіда, О. Рябова).
- Марина («На світанку» О. Сандлера, Г. Плоткіна).
- Інка Воронець («Полярна зоря» Ю. Анненкова, О. Гальперіної),
- Гануся («Сині роси» М. Зарудного).
- Білочка («Коли зійде місяць» Н. Забіли).

## Цикли програм Олександри Боровкової
- Срібний дзвіночок.
- Веселка.
- Неспокійні серця.
- Сонячні кларнети.
- Сільські вечори.
- Телерадіомарафон «Милосердя».

На радіостанції «Буковина» створила близько 200 випусків передачі «Джерельце».

## Відзнаки
- Заслужена артиска України.
- Диплом 1-го ступення Держтелерадіо України [за телепрограми «На крилах братерства» (1979), «Роки трудової доблесті» (1980)].